# Wybory w 2015
Wybory w 2015 – lista wyborów i referendów na szczeblu krajowym, które zaplanowane zostały na 2015 rok w suwerennych państwach i ich terytoriach zależnych.

## Styczeń
| Data        | Państwo   | Wybory        | Zwycięzca                | Uwagi                       |
| ----------- | --------- | ------------- | ------------------------ | --------------------------- |
| 8 stycznia  | Sri Lanka | prezydenckie  | Maithripala Sirisena     | [ 2 ]                       |
| 11 stycznia | Chorwacja | prezydenckie  | Kolinda Grabar-Kitarović | [ 3 ] [ 4 ] [ 5 ] [ 6 ]     |
| 20 stycznia | Zambia    | prezydenckie  | Edgar Chagwa Lungu       | [ 7 ]                       |
| 25 stycznia | Komory    | parlamentarne |                          |                             |
| 25 stycznia | Grecja    | parlamentarne | Syriza                   | [ 9 ]                       |
| 25 stycznia | Austria   | samorządowe   |                          |                             |
| 31 stycznia | Włochy    | prezydenckie  | Sergio Mattarella        | [ 10 ] [ 11 ] [ 12 ] [ 13 ] |

## Luty
| Data      | Państwo             | Wybory                | Zwycięzca/Decyzja                                                                | Uwagi                              |
| --------- | ------------------- | --------------------- | -------------------------------------------------------------------------------- | ---------------------------------- |
| 7 lutego  | Słowacja            | referendum            | 1 pytanie · 2 pytanie · 3 pytanie · Niewiążące z uwagi na zbyt niską frekwencję. | [ 14 ] [ 15 ] [ 16 ] [ 17 ] [ 18 ] |
| 8 lutego  | Szwajcaria          | regionalne            |                                                                                  | [ 19 ]                             |
| 15 lutego | Niemcy              | regionalne            |                                                                                  | [ 20 ]                             |
| 16 lutego | Saint Kitts i Nevis | Zgromadzenie Narodowe |                                                                                  | [ 21 ]                             |
| 22 lutego | Komory              | prezydenckie          |                                                                                  | [ 22 ]                             |
| 28 lutego | Jemen               | prezydenckie          |                                                                                  | [ 23 ]                             |
| 28 lutego | Lesotho             | parlamentarne         |                                                                                  | [ 24 ]                             |
| 28 lutego | Tadżykistan         | palrmanetarne         | 2011, 2010                                                                       | [ 25 ]                             |

## Marzec
| Data     | Państwo    | Wybory        | Zwycięzca/Decyzja                   | Uwagi                                     |
| -------- | ---------- | ------------- | ----------------------------------- | ----------------------------------------- |
| 1 marca  | Estonia    | parlamentarne | Estońska Partia Reform              | [ 26 ] [ 27 ] [ 28 ]                      |
| 1 marca  | Andora     | parlamentarne |                                     | [ 29 ]                                    |
| 1 marca  | Austria    | samorządowe   | Społeczna Partia Jedności Narodowej |                                           |
| 8 marca  | Szwajcaria | referendum    | T                                   | [ 21 ]                                    |
| 8 marca  | Szwajcaria | regionalne    |                                     | [ 30 ]                                    |
| 15 marca | Austria    | regionalne    |                                     |                                           |
| 17 marca | Izrael     | parlamentarne | Likud                               | [ 31 ]                                    |
| 19 marca | Tuvalu     | prezydenckie  |                                     | [ 32 ]                                    |
| 22 marca | Francja    | samorządowe   |                                     | [ 33 ] [ 34 ] [ 35 ]                      |
| 22 marca | Austria    | regionalne    |                                     |                                           |
| 28 marca | Australia  | regionalne    |                                     | [ 21 ]                                    |
| 29 marca | Boliwia    | regionalne    |                                     |                                           |
| 29 marca | Nigeria    | powszechne    | Muhammadu Buhari                    | [ 36 ] [ 37 ] [ 38 ] [ 39 ]               |
| 29 marca | Szwajcaria | regionalne    |                                     | [ 21 ]                                    |
| 29 marca | Portugalia | regionalne    |                                     |                                           |
| 31 marca | Egipt      | parlamentarne |                                     | [ 21 ]                                    |
| 31 marca | Benin      | parlamentarne |                                     | [ 21 ]                                    |
| 31 marca | Mikronezja | parlamentarne |                                     | [ 21 ]                                    |
| 31 marca | Uzbekistan | prezydenckie  |                                     | [ 21 ] [ 40 ] [ 41 ] [ 42 ] [ 43 ] [ 20 ] |
| 31 marca | Togo       | prezydenckie  |                                     | [ 21 ]                                    |

## Kwiecień
| Data           | Państwo       | Wybory        | Zwycięzca                       | Uwagi                       |
| -------------- | ------------- | ------------- | ------------------------------- | --------------------------- |
| 11 kwietnia    | Nigeria       | samorządowe   |                                 |                             |
| 12-26 kwietnia | Japonia       | samorządowe   |                                 | [ 44 ]                      |
| 13-15 kwietnia | Sudan         | powszechne    | Umar al-Baszir Kongres Narodowy | [ 45 ] [ 46 ] [ 47 ] [ 21 ] |
| 19 kwietnia    | Finlandia     | parlamentarne | Partia Centrum                  |                             |
| 19 kwietnia    | Cypr Północny | prezydenckie  | Mustafa Akıncı II tura          | [ 49 ] [ 50 ] [ 51 ]        |
| 26 kwietnia    | Kazachstan    | prezydenckie  | Nursułtan Nazarbajew            |                             |

## Maj
| Data    | Państwo         | Wybory        | Zwycięzca             | Uwagi         |
| ------- | --------------- | ------------- | --------------------- | ------------- |
| 7 maja  | Wielka Brytania | parlamentarne | Partia Konserwatywna  |               |
| 10 maja | Niemcy          | samorządowe   |                       | [ 20 ]        |
| 10 maja | Polska          | prezydenckie  | Andrzej Duda I tura   | [ 52 ]        |
| 11 maja | Gujana          | parlamentarne |                       | [ 53 ]        |
| 22 maja | Irlandia        | referendum    | 1 pytanie · 2 pytanie | [ 54 ]        |
| 24 maja | Polska          | prezydenckie  | Andrzej Duda II tura  | [ 55 ]        |
| 24 maja | Hiszpania       | komunalne     |                       | [ 56 ]        |
| 25 maja | Surinam         | parlamentarne |                       | [ 57 ]        |
| 31 maja | Włochy          | regionalne    |                       | [ 58 ] [ 59 ] |
| 31 maja | Austria         | regionalne    |                       | [ 60 ]        |

## Czerwiec
| Data       | Państwo    | Wybory        | Zwycięzca                                       | Uwagi                                            |
| ---------- | ---------- | ------------- | ----------------------------------------------- | ------------------------------------------------ |
| 3 czerwca  | Łotwa      | prezydenckie  | Raimonds Vējonis                                | [ 61 ]                                           |
| 5 czerwca  | Burundi    | parlamentarne |                                                 | [ 62 ]                                           |
| 7 czerwca  | Niemcy     | regionalne    |                                                 | [ 63 ]                                           |
| 7 czerwca  | Luksemburg | referendum    | pytanie 1 · pytanie 2 · pytanie 3 · pytanie 4 · | [ 64 ] [ 65 ] [ 66 ] [ 67 ] [ 68 ] [ 69 ] [ 70 ] |
| 7 czerwca  | Meksyk     | parlamentarne | Partia Rewolucyjno-Instycujonalna               |                                                  |
| 7 czerwca  | Turcja     | parlamentarne | Partia Sprawiedliwości i Rozwoju                | [ 71 ]                                           |
| 14 czerwca | Szwajcaria | referendum    |                                                 | [ 72 ]                                           |
| 18 czerwca | Dania      | parlamentarne | Socialdemokraterne                              | [ 73 ]                                           |

## Lipiec
| Data     | Państwo        | Wybory      | Zwycięzca | Uwagi  |
| -------- | -------------- | ----------- | --------- | ------ |
| 2 lipca  | Burundi        | senackie    |           | [ 74 ] |
| 5 lipca  | Grecja         | referendum  | N         | [ 75 ] |
| 19 lipca | Korea Północna | samorządowe |           | [ 76 ] |
| lipiec   | Mołdawia       | samorządowe |           |        |

## Sierpień
| Data       | Państwo | Wybory       | Zwycięzca | Uwagi                |
| ---------- | ------- | ------------ | --------- | -------------------- |
| 9 sierpnia | Haiti   | prezydenckie |           | [ 77 ] [ 78 ] [ 79 ] |

## Wrzesień
| Data        | Państwo       | Wybory             | Zwycięzca | Uwagi         |
| ----------- | ------------- | ------------------ | --------- | ------------- |
| 6 września  | Niemcy        | referendum lokalne |           |               |
| 6 września  | Polska        | referendum         |           | nieważne      |
| 13 września | Niemcy        | regionalne         |           |               |
| 13 września | Gwatemala     | powszechne         |           | [ 80 ] [ 81 ] |
| 20 września | Grecja        | parlamentarne      | Syriza    |               |
| 20 września | Nowa Zelandia | parlamentarne      |           |               |

## Październik
| Data            | Państwo                           | Wybory        | Zwycięzca                 | Uwagi                |
| --------------- | --------------------------------- | ------------- | ------------------------- | -------------------- |
| październik     | Tanzania                          | prezydenckie  |                           | [ 82 ]               |
| 4 października  | Portugalia                        | parlamentarne | Aliança Portugal          |                      |
| 11 października | Białoruś                          | prezydenckie  | Alaksandr Łukaszenka      | [ 83 ]               |
| 11 października | Gwinea                            | prezydenckie  |                           | [ 84 ]               |
| 12 października | Wyspy Świętego Tomasza i Książęca | parlamentarne |                           |                      |
| 18 października | Szwajcaria                        | parlamentarne | Szwajcarska Partia Ludowa |                      |
| 19 października | Kanada                            | parlamentarne | Liberalna Partia Kanady   | [ 85 ]               |
| 25 października | Argentyna                         | powszechne    |                           | [ 86 ]               |
| 25 października | Demokratyczna Republika Konga     | samorządowe   |                           | [ 87 ]               |
| 25 października | Ukraina                           | samorządowe   |                           | [ 88 ] [ 89 ] [ 90 ] |
| 25 października | Polska                            | parlamentarne |                           |                      |

## Listopad
| Data        | Państwo   | Wybory        | Zwycięzca | Uwagi          |
| ----------- | --------- | ------------- | --------- | -------------- |
| 1 listopada | Turcja    | parlamentarne |           | przedterminowe |
| 8 listopada | Chorwacja | parlamentarne |           |                |

## Grudzień
| Data       | Państwo   | Wybory        | Zwycięzca | Uwagi         |
| ---------- | --------- | ------------- | --------- | ------------- |
| 20 grudnia | Hiszpania | parlamentarne |           | [ 91 ] [ 21 ] |